# Серадифалко
Серадифалко (итал. Serradifalco) је насеље у Италији у округу Калтанисета, региону Сицилија.
Према процени из 2011. у насељу је живело 5642 становника. Насеље се налази на надморској висини од 489 м.

## Становништво
Према резултатима пописа становништва 2011. у општини је живело 6.265 становника.
| 1936. | 1951. | 1961. | 1971. | 1981. | 1991. | 2001. | 2011. |
| ----- | ----- | ----- | ----- | ----- | ----- | ----- | ----- |
| 8.622 | 8.939 | 8.660 | 6.850 | 6.400 | 6.441 | 6.423 | 6.265 |

## Партнерски градови
- Colfontaine